# Delfin Lorenzana
Delfin Negrillo Lorenzana, né le 28 octobre 1948, est un ancien major général de l'Armée philippine et est l'actuel secrétaire de la Défense nationale des Philippines sous la présidence de Rodrigo Duterte.

## Biographie
Lorenzana est né à Midsayap, Cotabato, le 28 octobre 1948 et a grandi dans la ville de Parang, Cotabato, où il a terminé ses études primaires et secondaires. Après le lycée, il a passé deux ans à l'Université Notre Dame de Cotabato. Il est entré à l'Académie militaire philippine en 1969, y a obtenu son diplôme en 1973 et a été nommé sous-lieutenant dans l'Armée philippine.
Sa dernière affectation était en tant qu'attaché de défense à Washington DC de 2002 à 2004. À sa retraite du service militaire, au grade de Major General, il a été nommé chef du bureau des anciens combattants à l'ambassade des Philippines à Washington DC. Puis en 2016 il devient le 36e secrétaire de la Défense nationale aux Philippines. Il a pris ses fonctions à la suite de l’élection du président Rodrigo Duterte.
Il est désigné chef de la National Task Force qui assure la coordination et la logistique des agences gouvernementales durant la pandémie de Covid-19.

## Vie privée
Delfin Lorenzana est mariée Editha Aguilar, originaire de Caloocan. Ils ont quatre enfants et une petite-fille.